# Prereg
PreReg er et software til Windows. Programmet anvendes på nyremedicinske afdelinger som kvalitetssikring af patientforløb i prædialysefasen.
| Lægevidenskab | Spire Denne artikel om lægevidenskab er en spire som bør udbygges. Du er velkommen til at hjælpe Wikipedia ved at udvide den. |